# Daventry District
Daventry war ein District in der Grafschaft Northamptonshire in England. Verwaltungssitz war die Stadt Daventry. Weitere bedeutende Orte waren Braunston, Brixworth, Kilsby, Long Buckby und Weedon Bec.
Der Bezirk wurde am 1. April 1974 gebildet und entstand aus der Fusion des Municipal Borough Daventry, des Rural District Daventry und des größten Teils des Rural District Brixworth. Am 1. April 2021 wurde der District aufgelöst und ging in der neugeschaffenen Unitary Authority West Northamptonshire auf.